# Кисиленко Юрій Петрович
Ю́рій Петро́вич Кисиле́нко — полковник Збройних сил України, учасник російсько-української війни.
З 2010 по 2020 рік — командир військової частини А0351.

## Нагороди
За особисту мужність, сумлінне та бездоганне служіння Українському народові, зразкове виконання військового обов'язку відзначений:
- 10 жовтня 2015 року — орденом Богдана Хмельницького III ступеня.[1]